# مرصد أرما
مرصد أرما هو معهد أبحاث علمي فلكي حديث يقع في بلدة أرما مقاطعة أرما في أيرلندا الشمالية (المملكة المتحدة) بجانب قبة أرما الفلكية .تأسس في عام 1789 من قبل الأساقف ريتشارد روبنسون . يوجد في مرصد أرما حوالي 25 عالم فلك يدرسون علم فلك النظام الشمسي و فيزياء الشمس والنجوم وعلم الفلك المجري..ويشرف مرصد أرما على أطول سلسلة بيانات يومية لمناخ المملكة المتحدة وايرلندا.